# Hartvig Nissen (Pädagoge, 1855)

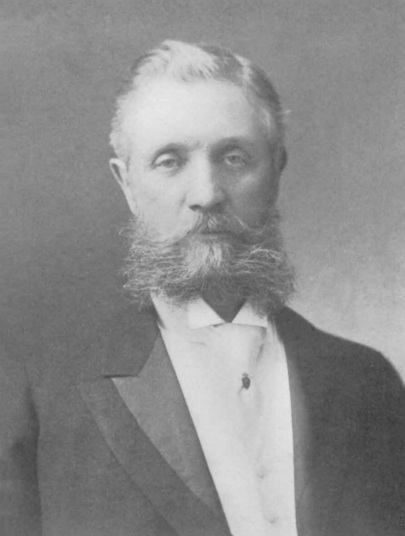
Hartvig Nissen (1921)

Hartvig Nissen (* 13. Juli 1855 in Kongshavn bei Christiania, Norwegen; † 22. April 1924 in Boston, Massachusetts, Vereinigte Staaten) war ein norwegischer Sportpädagoge.

## Leben und Wirken
Hartvig Nissen wurde 1855 als Sohn des Pädagogen und Schulreformers Ole Hartvig Nissen in Kongshavn bei Christiania geboren. Er besuchte die Latein- und Realschule seines Vaters und schloss diese 1872 ab. Anschließend arbeitete er als Sportlehrer in Dammen, Holmestrand und Kongshavn. 1878 bis 1879 studierte er in Dresden das deutsche Turnsystem.
1883 ging er als Vizekonsul von Norwegen und Schweden in die Vereinigten Staaten nach Washington, D.C. Dort leitete er das „Swedish Health Institute“, lehrte Sport an der Franklin School, von 1886 bis 1889 an der Johns Hopkins University in Baltimore, Maryland sowie an der Georgetown University, am Wellesley College und an der Harvard Summer School.
Zusammen mit dem schwedischen Sportpädagogen Nils Posse machte er das von Pehr Henrik Ling entwickelte „Schwedische Turnsystem“ in den Vereinigten Staaten populär. Er kam 1891 nach Boston an die 1890 von Nils Posse gegründeten Sportschule und wohnte im historischen Appartementkomplex Richmond Court in Brookline. 1915 wurde er nach Rose Posse Präsident der Posse School, die in „Posse Nissen School of Physical Education“ umbenannt wurde. 1922 erwarb er in Hillsboro, New Hampshire ein Grundstück und richtete dort eine Sommerschule ein.
Hartvig Nissen war  mit Helene geb. Peterson verheiratet. Ihr Sohn Harry (* 7. September 1890 in Christiania; † 8. April 1955 in Hillsboro, New Hampshire) war ebenfalls auf dem Gebiet der Sportpädagogik tätig.
Hartvig Nissen starb am 22. April 1924 an Lobarpneumonie im City Hospital in Boston. Sein Sohn Harry übernahm die Leitung der „Posse Nissen School of Physical Education“.

## Schriften
- Health by exercise without apparatus. Decker, Washington 1885, OCLC 31850251.
- A manual of instruction for giving Swedish movement and massage treatment. Davis, Philadelphia/London 1889, OCLC 562745415. Nachdruck: General Books, Memphis, Tennessee 2012, ISBN 978-1-151-54572-5.
- ABC of the Swedish system of educational gymnastics. A practical hand-book for school teachers and the home. Davis, Philadelphia/London 1891, OCLC 251619732. Nachdruck: Brown, Iowa 1970, OCLC 893701452.
- Setting-up exercises. Rockwell & Churchill, Boston 1892, OCLC 51339440.
- Gymnastic Systems. Um 1892, OCLC 31545110.
- Rational home gymnastics for the „well“ and the „sick“. With health-points on walking and bicycling, and the use of water and massage. Badger, Boston 1898. 2. Auflage: Bacon, Boston 1903, OCLC 851574910.
- Health exercises and home gymnastics. How to train, strengthen, and develop the body without use of dumb-bells or other appliances. With some exercises for women. Bowden, London 1899, OCLC 1046271695.
- Twenty gymnastic lessons, first[-ninth] grade. Hartvig Nissen’s system of school gymnastics in 180 lessons, marching and play exercises included. Bassette, Springfield, Mass. 1905, OCLC 969355455.
- Practical massage in twenty lessons. Davis, Philadelphia 1905, OCLC 6840247.
- Lessons in play exercises and marching for school children. Bassette, Springfield, Mass. 1912, OCLC 31386103.
- Practical massage and corrective exercises. Davis, Philadelphia 1916.
- Practical massage and corrective exercises, with applied anatomy. Davis, Philadelphia um 1920. Neuausgabe: Bearbeitet von Harry Nissen. Davis, Philadelphia 1932, OCLC 1166815018.